# Damien Traille
Pour les articles homonymes, voir Traille.

a Compétitions nationales et continentales officielles uniquement.

b Matchs officiels uniquement.
Dernière mise à jour le 13 septembre 2015.
Damien Traille, né le 12 juin 1979 à Pau (Pyrénées-Atlantiques), est un joueur de rugby à XV français. Joueur polyvalent, il joue en équipe de France et au sein de l'effectif de la Section paloise et du Biarritz olympique au poste de centre, d'arrière ou de demi d'ouverture.
En près de dix-sept ans au plus haut niveau, Damien Traille a remporté deux titres de champion de France en 2005 et 2006 avec le Biarritz olympique, deux titres en Challenge européen en 2000 (avec la Section paloise) et 2012 (avec Biarritz), deux Grands Chelems en 2002 et 2004 et disputé deux finales de Coupe d'Europe. Il a également obtenu deux quatrièmes places et une deuxième place en Coupe du monde.

## Carrière sportive

### Débuts avec la Section paloise
Fils de René Traille, troisième ligne de rugby, il est formé à la Section paloise après avoir débuté tout jeune à l'US Coarraze-Nay.
La Section paloise, demi-finaliste du championnat de France de rugby à XV 1999-2000, se qualifie pour la Coupe d'Europe de rugby à XV 2000-2001, la troisième et dernière campagne européenne de Pau dans la « grande » Coupe d'Europe ; les verts et blancs retrouvent l'équipe des Leicester Tigers. Les Glasgow Warriors et Pontypridd RFC complètent la poule. Le premier match oppose Leicester à Pau en Angleterre. Damien Traille et Imanol Harinordoquy font leurs débuts dans la grande Coupe d'Europe. La défaite est lourde : 46-18, avec quatre essais et vingt-trois points au pied de Tim Stimpson. Damien Traille, Pascal Bomati inscrivent un essai chacun, le capitaine David Aucagne ajoute huit points au pied. Les internationaux Marc Dal Maso, Al Charron, Lionel Mallier, Philippe Carbonneau ont rejoint Pau et disputent leur premier match européen en vert et blanc. Pour la deuxième journée, Pau reçoit les Gallois de Pontypridd, le match est remporté 12 à 9,. La Section paloise se déplace en Écosse et remporte une probante victoire 46-24, avec six essais, dont un doublé de l'arrière David Arrieta. Au match retour, la physionomie de la rencontre est identique avec six essais des verts et blancs dont un doublé de Pascal Bomati, pour une victoire finale 44-16. Le 13 janvier 2001, Leicester l'emporte 20 à 3 à Pau,, performance qui lui permet de se qualifier pour les phases finales. Pau doit l'emporter à Pontypridd pour espérer se qualifier. Lee Jarvis inscrit cinq pénalités et Pontypridd mène 27-19 avant que la Section paloise n'inscrive deux essais dans les dernières minutes pour l'emporter 31-27, en inscrivant finalement cinq essais par David Arrieta, Pierre Triep-Capdeville, Pascal Bomati (2) et Nicolas Brusque,. Les verts et blancs peuvent disputer les phases finales, ils affrontent le Stade français Paris pour un duel franco-français. Le budget des deux clubs n'est pas le même, Paris compte dans ses rangs les internationaux Christophe Dominici, Diego Domínguez, Sylvain Marconnet, Pieter de Villiers, David Auradou entre autres. Le match est remporté par les Parisiens 36-19,.
En 2001-2002, la Section paloise dispute le Challenge européen 2001-2002. Les verts et blancs se qualifient après avoir fait une bonne entame de compétition (victoires contre le Petrarca Padoue 35-0 et à Colomiers 18-12), ils peuvent disputer les phases finales contre les London Irish. Les exilés comptent dans leurs rangs Paul Sackey, Pau aligne Damien Traille, Pascal Bomati, Philippe Carbonneau, David Laperne, Thierry Cléda, Imanol Harinordoquy. Le match est remporté par les Anglais 38-9.
Damien Traille honore sa première cape internationale en équipe de France le 10 novembre 2001 contre l'équipe d'Afrique du Sud, il est associé à Tony Marsh. Sept débutants font leurs premiers pas en bleu (Traille, Marsh, Gelez, Michalak, F. Ntamack, Poitrenaud, Privat, Rougerie,). La France s'impose 20-10, avec une pénalité réussie par Damien Traille depuis son propre camp. La nouvelle paire de centres, Traille et Marsh, aligne onze matchs consécutifs et remporte le grand chelem en 2002. La qualité et la longueur de sa passe qu'il peut déclencher des deux côtés, en fait un des éléments essentiels dans le système de jeu mis en place par Bernard Laporte. Son coup de pied est puissant, il est rapide et vif malgré son gabarit et est intraitable en défense. Damien Traille joue vingt-quatre rencontres consécutives comme titulaire au poste de centre. C'est même le meilleur marqueur d'essais du Tournoi des six nations 2003.
En septembre 2003, il joue avec les Barbarians français à l'occasion d'un match opposant le XV de France, rebaptisé pour l'occasion XV du Président (afin de contourner le règlement qui interdit tout match international à moins d'un mois de la Coupe du monde), et les Barbarians français, composés essentiellement des joueurs tricolores non retenus dans ce XV présidentiel et mis à disposition des Baa-Baas par Bernard Laporte. Ce match se déroule au Parc des sports et de l'amitié à Narbonne et voit le XV du président s'imposer 83 à 12 face aux Baa-Baas.
Yannick Jauzion apparaît en équipe de France, Tony Marsh est indisponible. Et lors de la Coupe du monde 2003, Damien Traille est cantonné aux seconds rôles derrière la paire Tony Marsh-Yannick Jauzion. Dès 2004, il revient pour le Grand chelem et ne la quitte plus, si ce n'est sur blessure.

### Biarritz
Sa carrière en club prend une autre dimension avec sa signature en 2004 au Biarritz olympique. Après une période d'adaptation à son nouvel environnement, il prend conscience de ses possibilités sous la houlette de Patrice Lagisquet qui dit de lui qu'il est « le joueur le plus talentueux qu'il ait entraîné avec Joe Roff ». S'ensuivent des performances de haut niveau comme en demi-finale de la Coupe d'Europe où il marque un essai en solitaire et est élu homme du match malgré la défaite du BO face au Stade français lors des ultimes minutes des arrêts de jeu. Il sera déterminant dans la conquête du titre de champion de France en mettant au supplice la défense de Bourgoin en demi-finale et en étant l'un des meilleurs Biarrots lors de la finale face au Stade français. 
Fin 2005, Damien Traille est longtemps absent (du 23 octobre 2005 à la mi-février 2006) après s'être fracturé l'avant-bras en Coupe d'Europe face aux Saracens. 
En 2006, la France remporte le Tournoi des Six Nations et il s'illustre notamment contre l'équipe d'Angleterre au Stade de France. 
En juin 2006, il est titularisé pour la première fois au poste de demi d'ouverture pour le test match contre l'équipe d'Afrique du Sud. À la suite de cette prestation, Bernard Laporte lui renouvelle sa confiance pour pallier la blessure de Frédéric Michalak lors des test matchs de l'automne 2006 contre la Nouvelle-Zélande et l'Argentine. Une défaite sévère 47-3 précède une autre défaite 23-11. Lors de l'hiver 2006-2007 une blessure récurrente aux adducteurs l'éloigne des terrains et l'oblige même à une opération. Il est rétabli sans être à cent pour cent pour les tests matchs d'août. 
En mars 2007, il est sélectionné avec les Barbarians français pour jouer un match contre l'Argentine à Biarritz. Les Baa-Baas s'inclinent 28 à 14.

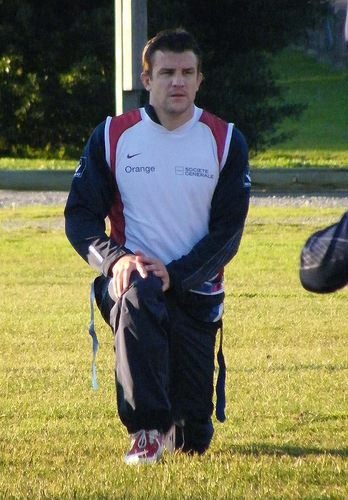
Damien Traille à l'entraînement avec l'équipe de France.

Pour la Coupe du monde 2007, il a changé de statut : « joueur cadre » de la ligne arrière, il soulage le demi d'ouverture en proposant une frappe de balle phénoménale en toute sécurité,. Sur le plan offensif il peut perforer le rideau défensif ou provoquer un regroupement en ayant avancé sur l'impact. Et il n'est pas fragilisé par une polyvalence qui peut lui permettre de jouer arrière ou demi d'ouverture. Il est donc titulaire pour les trois premiers matchs même s'il n'inscrit pas d'essai. À Cardiff, titularisé à l'arrière en quart de finale face aux All Blackset lancé par Harinordoquy, Damien Traille perce et transmet pour l'essai de Yannick Jauzion. En demi-finale, après un coup de pied à suivre de Gomarsall, Traille hésite et Josh Lewsey marque dès l'entame de match. 
En juin 2008, en tournée en Australie, il livre une performance moyenne, il ne dispute pas le second test.
Biarritz est en difficulté en fin d'année 2008, Damien Traille ne joue pas le début du Tournoi des six nations 2009. Lors de la quatrième journée les Anglais dominent nettement les Français, pris de vitesse (29-0 à la pause, 34-10 score final). En Italie, Damien Traille est titulaire à l'arrière (50-8),,. Biarritz termine fort la saison de championnat, Damien Traille est préféré à Yannick Jauzion pour le premier test match contre les All Blacks.
À l'aube de la saison 2010-2011, Traille décide de se fixer au poste de demi d'ouverture avec son club de Biarritz et pourquoi pas retourner en équipe de France et jouer à ce poste pour la Coupe du monde 2011 en Nouvelle-Zélande.
Durant la saison 2011-2012, le Biarritz olympique atteint la finale du Challenge européen. Pour cette rencontre face au RC Toulon, il est titulaire et le BO l'emporte 21-18,.

### Retour à la Section

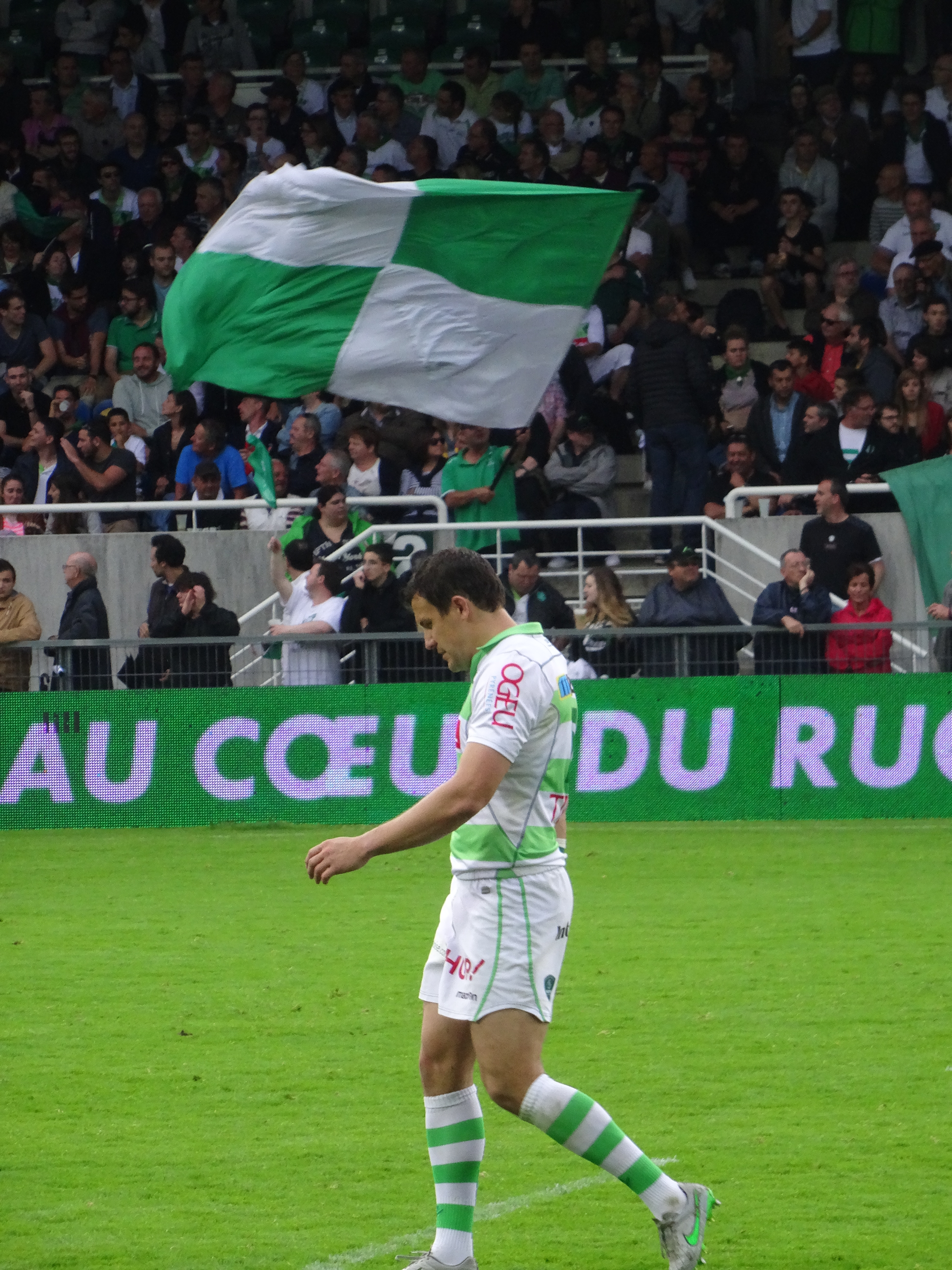
Damien Traille lors de sa dernière saison avec la Section paloise.

En 2014, Biarritz est relégué en Pro D2 ; Damien Traille choisit de retourner au club de ses débuts, la Section paloise pour un contrat d'un an et d'une année supplémentaire sur option. « Je tenais à remercier la Section paloise de m'avoir lancé et permis de connaître tout ce que j'ai vécu. Je ne suis pas à Pau en pré-retraite, mais au contraire bien décidé à apporter mon expérience en retrouvant le plaisir du jeu. Malgré mon âge et mon palmarès, je continue d'apprendre et j'apprécie de me rendre à l'entraînement », déclare-t-il en septembre 2014. Le club de Damien Traille gagne les sept premiers matchs de la saison et le centre nayais a bien commencé la saison. Après une blessure au genou au mois de novembre 2014, le club de Pau recrute un joker médical, ce qui l'éloigne des terrains pour trois mois. Au mois de février 2015, il rejoue contre Massy, puis est titulaire à cinq reprises consécutives. Sa vision de jeu et sa technique le rendent « indispensable » pour l'encadrement technique. À trois journées de la fin de la saison de Pro D2, une victoire (31 à 5) avec le bonus offensif assure la première place et la remontée en Top 14. Damien Traille retrouve également le Challenge européen, compétition qu'il a gagnée à deux reprises.
Pour le premier match du début de saison 2015-2016, il joue demi d'ouverture.
Traille décide de mettre un terme à sa carrière en fin de saison 2015-2016.

## Famille
Damien Traille et sa compagne Séverine sont parents de trois enfants : Enzo, Giulia et Pablo. En septembre 2014, Damien Traille, sa femme et sa famille continuent de vivre à Biarritz.

## Statistiques

### En club
Depuis 1998, Damien Traille a disputé 87 matches, en compétition européenne de club, 29 en challenge européen et 55 en Coupe d'Europe et trois en Bouclier européen, au cours desquels il a marqué dix-sept essais, une transformation, onze drops et huit pénalités. Il a remporté deux challenge européen en 2000 et en 2012. Il a toujours évolué au plus haut niveau en championnat national en France avec un statut de titulaire.

### En équipe de France

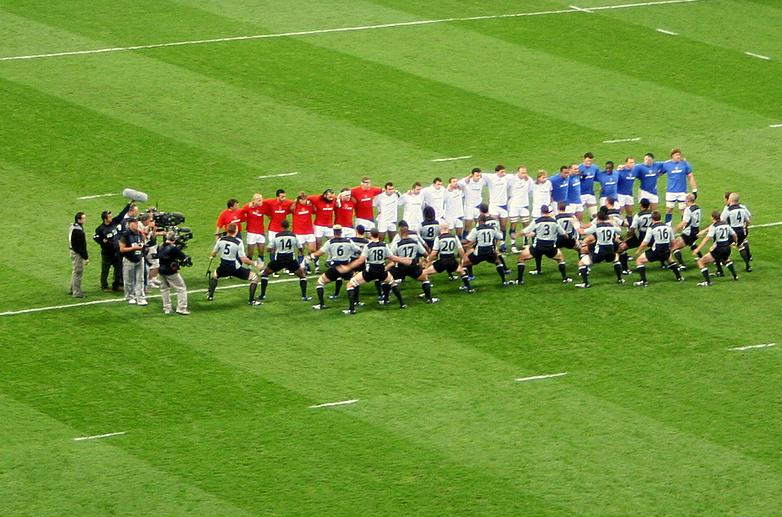
Quart-de-finale France - All Blacks en 2007.

Damien Traille obtient 86 sélections avec l'équipe de France au cours desquels il a marqué quatorze essais, huit transformations, douze pénalités, un drop (115 points). Il fait ses débuts le 10 novembre 2001 au Stade de France face à l'Afrique du Sud et termine sa carrière le 23 octobre 2011 à Auckland contre la Nouvelle-Zélande.

## Palmarès
En dix-sept ans, Damien Traille a remporté deux titres de champion de France, deux titres en Challenge européen, deux finales perdues de coupe d'Europe, deux Grands chelems en 2002 et 2004, deux quatrièmes places et surtout une seconde place en Coupe du monde (vice-champion du monde 2011).

### En club
- Section paloise
  - Vainqueur du  Challenge européen en 2000
  - Vainqueur du Championnat de France de 2e division en 2015

- Biarritz olympique
  - Vainqueur du Championnat de France en 2005 et 2006
  - Finaliste de la Coupe d'Europe en 2006 et 2010
  - Vainqueur du Challenge européen en 2012

### En équipe nationale
- France
  - Vainqueur du Tournoi des Six Nations en 2002 (Grand Chelem), 2004 (Grand Chelem), 2006 et 2007
  - Finaliste de la Coupe du monde en 2011

#### Tournoi des Six Nations
Il a notamment participé à huit Tournois des Six Nations consécutifs depuis 2001, remportant deux Grands chelems en 2002, 2004 et remportant deux autres tournois (2006, 2007).
| Édition          | Rang | Résultats France | Résultats Traille | Matchs Traille |
| ---------------- | ---- | ---------------- | ----------------- | -------------- |
| Six Nations 2002 | 1    | 5 v, 0 n, 0 d    | 5 v, 0 n, 0 d     | 5/5            |
| Six Nations 2003 | 3    | 3 v, 0 n, 2 d    | 3 v, 0 n, 2 d     | 5/5            |
| Six Nations 2004 | 1    | 5 v, 0 n, 0 d    | 5 v, 0 n, 0 d     | 5/5            |
| Six Nations 2005 | 2    | 3 v, 0 n, 2 d    | 3 v, 0 n, 1 d     | 4/5            |
| Six Nations 2006 | 1    | 4 v, 0 n, 1 d    | 3 v, 0 n, 0 d     | 3/5            |
| Six Nations 2007 | 1    | 4 v, 0 n, 1 d    | 1 v, 0 n, 0 d     | 1/5            |
| Six Nations 2008 | 3    | 3 v, 0 n, 2 d    | 3 v, 0 n, 2 d     | 5/5            |
| Six Nations 2009 | 3    | 3 v, 0 n, 2 d    | 1 v, 0 n, 1 d     | 2/5            |
| Six Nations 2011 | 2    | 3 v, 0 n, 2 d    | 3 v, 0 n, 2 d     | 5/5            |

Légende : v = victoire ; n = match nul ; d = défaite ; la ligne est en gras quand il y a Grand Chelem.

#### Coupe du monde
Damien Traille participe à trois Coupes du monde en 2003, 2007 et 2011. Il dispute treize rencontres. D'abord cinq en 2003, face aux Fidji, le Japon, l'Écosse, les États-Unis et la Nouvelle-Zélande où la France s'incline en demi-finale 24 à 7 face à l'Angleterre. Puis de nouveau cinq lors de l'édition suivante en 2007, face à l'Argentine, la Namibie, l'Irlande, la Nouvelle-Zélande et Angleterre avec une nouvelle défaite en demi-finale face à cette dernière sur le score de 14 à 9. En 2011, il obtient trois sélections, face au Canada puis deux fois contre la Nouvelle-Zélande, en poule et en finale, perdue 8 à 7.
| Édition               | Rang      | Résultats France | Résultats Traille | Matchs Traille |
| --------------------- | --------- | ---------------- | ----------------- | -------------- |
| Australie 2003        | Quatrième | 5 v, 0 n, 2 d    | 4 v, 0 n, 1 d     | 5/7            |
| France 2007           | Quatrième | 4 v, 0 n, 3 d    | 3 v, 0 n, 2 d     | 5/7            |
| Nouvelle-Zélande 2011 | Finaliste | 4 v, 0 n, 3 d    | 1 v, 0 n, 2 d     | 3/7            |

Légende : v = victoire ; n = match nul ; d = défaite.

### Distinctions personnelles
- Oscars du Midi olympique :  Oscar de Bronze en 2006